# Trading Yesterday
Trading Yesterday (он же The Age of Information) — американская рок-группа, играющая в стиле альтернативный рок. Основана в 2002 году Дэвидом Ходжесом и Марком Колбертом, позже к ним присоединился Стивен МакМорран. В 2004 Trading Yesterday выпустила демо-диск, названный The Beauty of Tragedy и после подписания контракта с Epic Records через год, они выпустили первый сингл One day летом 2005 вместе с анонсом нового альбома «More Than This». После непредвиденного расторжения контракта с Epic Records, альбом «More Than This» отложен до 2011 года, пока не был выпущен в студии Дэвида Ходжеса Sleepwalker Records.

## История
В 2000-м Ходжесу поступило предложение пойти в группу Evanescence клавишником для записи CD Origin. После того, как Evanescence записала дебютный альбом Fallen в 2002, Ходжес ушёл из группы преследуя другие музыкальные интересы. В 2003 Ходжес и Колберт спелись и основали Trading Yesterday, записывая музыку у себя дома. МакМорран присоединился к группе позже.
15 мая 2004 The Age of Information устроила вечеринку в честь выпуска CD The Beauty of Tragedy, записанного дома у Ходжеса. Демо разошлось за несколько месяцев и привлекло внимание Epic Records. В результате группа переехала в Лос-Анджелес, Калифорния, чтобы начать работу над их новым альбомом.

## Члены группы

### В настоящее время
- Дэвид Ходжес — вокалист, гитарист и пианист — с 2003 по н.в.
- Стивен МакМорран — басист, бэк-вокал — с 2003 по н.в.
- Джош Дунаху — гитара — 2003 — н.в.
- Уилл «Science» Хант — ударные — 2006 — н.в.

### Бывшие
- Марк Колберт — ударные — 2003—2006.